# 北森嘉蔵
北森 嘉蔵（きたもり かぞう、1916年（大正5年）2月1日 - 1998年（平成10年）9月29日）は、日本の牧師、神学者。東京神学大学の教授。神の痛みの神学の提唱者。

## 生涯

### 初期
熊本県熊本市に生まれる。旧制第五高等学校在学中にルーテル教会で盲目の牧師・石松量蔵により洗礼を受ける。卒業後、当時ルター研究の第一人者であった佐藤繁彦の元で学ぶために1935年（昭和10年）に日本ルーテル神学専門学校に進学したが佐藤は同年4月に死去している。
1938年（昭和13年）3月、同校を卒業後の4月に、前年8月12日支那事変に応召出征した先輩・乾一郎牧師の後任としてルーテル芦屋教会（伝道所）の牧師となる。乾一郎は板垣退助の孫で、一郎の姉の夫・川瀬徳太郎牧師は、ルーテル神学専門学校の第1期卒業生に当たる。その後、北森嘉蔵は、1941年（昭和16年）京都帝国大学文学部哲学科卒業、田辺元の元で哲学を学んだ。

### 教授時代
京大卒業後、日本ルーテル神学専門学校教授を経て、1943年（昭和18年）に日本東部神学校（翌年日本基督教神学専門学校に合流）の教授となり組織神学を教えた。
終戦直後1946年（昭和21年）に出版した、『神の痛みの神学』は教会内外の人々に広く読まれた。また数か国語に翻訳された。海外でも知られる。
1949年（昭和24年）、日本基督教神学専門学校の後身である東京神学大学の教授になり、名誉教授になる。戦後、日本福音ルーテル教会が日本基督教団を離脱するが、北森は教団にとどまり、日本基督教団内部における、会派問題の対処、信仰告白制定などに貢献した。
1992年（平成4年）これらの功績が認められ、日本キリスト教文化協会よりキリスト教功労者の表彰を受ける。

## 神の痛みの神学
神の痛みの神学の聖書箇所はエレミヤ書31:20。「主いひたまふエフライムは我愛するところの子悦ぶところの子ならずや我彼にむかひてかたるごとに彼を念はざるを得ず是をもて我膓（はらわた）かれの爲に痛む我必ず彼を恤むべし」（文語訳聖書）。
- 参考「エフライムは、わたしの大事な子なのだろうか。それとも、喜びの子なのだろうか。わたしは彼のことを語るたびに、いつも必ず彼のことを思い出す。それゆえ、わたしのはらわたは彼のためにわななき、わたしは彼をあわれまずにはいられない。（新改訳聖書）

北森は、「膓（はらわた）かれの爲に痛む」に注目し、ここに神の痛みがあるとしている。そして、その後に訳された口語訳聖書では、神の痛みが訳出されていないと指摘する。神の痛みの神学はユルゲン・モルトマンにも受け入れられた。
北森はマルティン・ルターの神学、十字架において「神と神とが戦った」を引用する。罪ゆえに人を滅ぼさんとする父なる神と、十字架で人を救わんとする子なるキリストが戦ったという。

## 日本基督教団
日本基督教団信仰告白を起草し、その解説を書いている。

## 著書
- 神学と信条（1943年 長崎書店）
- 神の痛みの神学（1946年 新教出版社）
- 福音の性格（1948年 西村書店）
- 今日の神学-近代より現代ヘ-（1950年 弘文堂）
- マルティン・ルター（1951年 弘文堂）
- 聖書入門（1954年 河出書房）
- 日本基督教団信仰告白解説（1955年 日本基督教団出版局）
- 愁いなき神（1991年 講談社）
- 合同教会論（1993年 キリスト新聞社）